# رودريك ماكينون
رودريك ماكينون (Roderick MacKinnon) هو عالم كيمياء حيوية وطبيب أمريكي وأستاذا في علم الأحياء العصبي الجزيئي والفيزياء الأحيائية بمعهد هاورد هيوز للطب التابع لجامعة روكفلر في نيويورك ولد في 19 فيفري 1956.
تحصل رودريك على جائزة نوبل في الكيمياء لسنة 2003 مع بيتر اغري وذلك لعمله على دراسة «ميكانيكية وهيكلة قنوات الأيونات في الخلايا البشرية».
درس في جامعة ماستشوستس في بوسطن وذهب بعد سنة إلى جامعة براندايس حتى يكثف من دراسته للعلوم، حيث حصل على بكالوريوس في الكيمياء الحيوية سنة 1978. بعد ذلك انتقل إلى جامعة تافتس حيث تحصل على الدكتوراه في الطب سنة 1982 ثم تدرب على طب الأمراض الباطنة في مستشفى بيت إسرائيل في بوستون ولم يرض بالتدريب الذي تلقاه فعاد إلى مختبر كريستوفر ميلر الذي عمل فيه سنة 1978. في سنة 1989 عين أستاذاً مساعداً في جامعة هارفرد وانتقل إلى جامعة روكفلر سنة 1996. في سنة 2000 تم انتخابه في الأكاديمية الوطنية للعلوم.

## وصلات خارجية
- رودريك ماكينون على موقع الموسوعة البريطانية (الإنجليزية)
- رودريك ماكينون على موقع مونزينجر (الألمانية)
- رودريك ماكينون على موقع إن إن دي بي (الإنجليزية)

1. ↑  Encyclopædia Britannica | Roderick MacKinnon (بالإنجليزية), QID:Q5375741
2. ↑  Brockhaus Enzyklopädie | Roderick MacKinnon (بالألمانية), OL:19088695W, QID:Q237227
3. ↑   https://www.cuimc.columbia.edu/research/louisa-gross-horwitz-prize/horwitz-prize-awardees/2010-2001-awardees. {{استشهاد ويب}}: |url= بحاجة لعنوان (مساعدة) والوسيط |title= غير موجود أو فارغ (من ويكي بيانات) (مساعدة)
4. ↑  The Nobel Prize in Chemistry 2003 (بالإنجليزية), Nobel Foundation, QID:Q23684016
5. ↑  "Table showing prize amounts" (PDF) (بالإنجليزية). Nobel Foundation. Apr 2019. Retrieved 2021-02-05.
6. ↑  "1999 Winners" (بالإنجليزية). Lasker Foundation.
7. ↑   https://www.brandeis.edu/rosenstiel/rosenstiel-award/past.html. {{استشهاد ويب}}: |url= بحاجة لعنوان (مساعدة) والوسيط |title= غير موجود أو فارغ (من ويكي بيانات) (مساعدة)
8. ↑  نوبل للكيمياء تمنح لعالمين أمريكيين [وصلة مكسورة] نسخة محفوظة 10 أكتوبر 2003 على موقع واي باك مشين.